# 아산 유나이티드 FC
아산 유나이티드 FC(Asan United Football Club)는 대한민국 충청남도 아산시에 있었던 축구 선수단이다. 아산유나이티드에프씨가 운영했던 아마추어 축구단이며, 2005년에 창단되었고 2013년에 해단되었다. 아산시를 연고지로 하는 K3리그 소속 축구단이였다. 당진종합운동장 보조경기장을 홈구장으로 쓰고 있다가 2009년부터 이순신종합운동장으로 홈구장을 변경하였다. 2007년 12월 명칭을 기존의 아산 시민축구단에서 아산 유나이티드로 변경하였다. 2009년 3월에 명칭을 아산 유나이티드에서 아산 시민축구단으로 다시 변경하였다.
2011 시즌이 끝난 후, 예산군으로 연고이전을 하고 팀명을 예산 유나이티드로 변경하였다.
2013년 다시 원래 연고지인 아산시로 돌아오면서 예전 팀명인 아산 유나이티드로 변경하고 엠블렘도 교체하였다.
이후 2015 시즌 천안 FC와 합병되어 해체됐다.

## 시즌 결과
2013년 9월 28일 기준
| 시즌 | 리그              | 팀수  | 순위  | 경기 | 승 | 무 | 패 | 득 | 실  | 승점 | FA컵 | 기타 | 감독   |
| ---- | ----------------- | ----- | ----- | ---- | -- | -- | -- | -- | --- | ---- | ---- | ---- | ------ |
| 2013 | 챌린저스리그(B조) | 18(9) | 18(9) | 25   | 2  | 4  | 19 | 40 | 87  | 10   |      |      | 최종덕 |
| 2012 | 챌린저스리그(B조) | 18(9) | 14(8) | 25   | 8  | 2  | 15 | 57 | 72  | 26   |      |      |        |
| 2011 | 챌린저스리그(A조) | 16(8) | 15(8) | 22   | 3  | 6  | 13 | 37 | 73  | 15   |      |      |        |
| 2010 | K3리그(A조)       | 14(7) | 3(1)  | 25   | 7  | 1  | 17 | 20 | 65  | 22   |      |      |        |
| 2009 | K3리그            | 17    | 16    | 26   | 2  | 0  | 24 | 17 | 163 | 6    |      |      |        |
| 2008 | K3리그 전기       | 16    | 12    | 15   | 6  | 1  | 8  | 29 | 40  | 19   |      |      | 정지훈 |
| 2008 | K3리그 후기       | 15    | 5     | 14   | 7  | 2  | 5  | 34 | 32  | 23   |      |      | 정지훈 |
| 2008 | K3리그 통합       | 15    | 9     | 29   | 13 | 3  | 13 | 63 | 72  | 42   |      |      | 정지훈 |
| 2007 | K3리그 전기       | 10    | 8     | 9    | 2  | 1  | 6  | 12 | 18  | 7    |      |      | 정지훈 |
| 2007 | K3리그 후기       | 10    | 10    | 9    | 0  | 1  | 8  | 6  | 40  | 1    |      |      | 정지훈 |
| 2007 | K3리그 통합       | 10    | 10    | 18   | 2  | 2  | 14 | 18 | 58  | 8    |      |      | 정지훈 |

## 역대 감독
- 최종덕